# Hiperêmese gravídica
Hiperémese gravídica (português europeu) ou hiperêmese gravídica (português brasileiro) é uma complicação da gravidez caracterizada por náuseas e vómitos de tal forma graves que provocam perda de peso e desidratação. Entre os sinais e sintomas estão vómitos várias vezes ao dia e sensação de desmaio. Os sintomas são mais graves do que os do enjoo matinal. Muitas vezes os sintomas melhoram após a 20ª semana de gestação, mas podem durar a gravidez completa. Em termos técnicos, a hiperémese gravídica define-se como mais de três episódios de vómitos por dia que causem a perda de 5% ou 3 quilos de peso e com presença de corpos cetónicos na urina.
Desconhece-se a causa exata da hiperémese gravídica. Os fatores de risco incluem a primeira gravidez, gravidez múltipla, obesidade, episódio anterior de hiperémese gravídica, historial da doença na família, doença trofoblástica gestacional e historial de perturbações alimentares. O diagnóstico tem por base os sinais e sintomas. Devem ser excluídas outras potenciais causas para os sintomas, incluindo infeções do trato urinário e hipertiroidismo.
O tratamento consiste em beber líquidos e numa dieta suave. As recomendações podem incluir terapia de reidratação oral, tiamina e uma dieta rica em proteínas. Algumas mulheres podem necessitar de soro por via intravenosa. Em termos de medicação, a piridoxina e a metoclopramida são preferenciais. No caso de não serem eficazes, podem ser usadas proclorperazina, dimenidrinato ou ondansetrona. Em alguns casos pode ser necessária hospitalização. A psicoterapia pode melhorar o prognóstico. As evidências da eficácia da acupressão são de fraca qualidade.
Estima-se que a hiperémse gravídica afete entre 0,3 e 2% das grávidas. Embora antigamente fosse uma das causas mais comuns de morte durante a gravidez, com tratamento adequado esta situação é atualmente muito rara. As mulheres afetadas apresentam baixo risco de aborto espontâneo, mas risco elevado de parto prematuro. Algumas mulheres optam por interromper a gravidez devido aos sintomas. Embora os vómitos durante a gravidez já tenham sido descritos desde pelo menos 2000 a.C., a primeira descrição médica clara da hiperémese gravídica foi feita em 1852 por Antoine Dubois.